# Красино (Псковская область)
Красино — деревня в Палкинском районе Псковской области России.
Входит в состав Черской волости.
Расположена в 16 км к востоку от районного центра — посёлка городского типаПалкино — и в 5 км к юго-западу от волостного центра, деревни Вернявино.

## Население
| 2001 | 2002 | 2010 | 2014 | 2015 | 2016 |
| ---- | ---- | ---- | ---- | ---- | ---- |
| 189  | ↘184 | ↗185 | ↗198 | →198 | ↗202 |